# 永野治
永野 治（ながの おさむ、1911年（明治44年）10月9日 - 1998年（平成10年）2月22日）は、日本の航空技術者、実業家。元海軍技術少佐、元石川島播磨重工業(IHI)副社長。国産のジェットエンジンを開発した技術者。

## 生い立ち
```
　永野小佐衛門
　　 (常浄)
 　　　┃
　　　(略)
 　　　┃
　　　法城　弘願寺11代（継いでいない）
 ┏━━╋━━┳━━━━┳━━━┳━━━┳━┓
 
護
　 
重雄
　男(早世) 
俊雄
　
伍堂輝雄
　
鎮雄
 
治

 ┣━━━━┳━━━━━━┓

厳雄
　 　　
健
　　　　　　
正

 ┣━━┓　┣━━┓　　　┣━━━┳━━┓

一郎
　
耕二
 
彰
 　
健二
 
今村雅樹
　
康之
　 
弘
```

広島県広島市生まれ。戦後日本の政経財界で揃って活躍した、永野六兄弟の末弟。最も著名な永野重雄は上から二番目で兄である。瀬戸内海、広島県呉市沖に浮かぶ下蒲刈島、浄土真宗本願寺派の名刹、弘願寺が実家。父、法城が寺を継ぐ事を嫌い判事となって中国地方の裁判所を数か所転勤した後、職を辞し広島市内で弁護士事務所を開業した時に生まれたのが治である。なお実際の兄弟は10人。
生後まもなく父が癰症（ようしょう＝悪性の腫れ物）で死に、その後一家は長男永野護の並外れた献身のお陰で、みな大学までいった。護の東大時代の親友が財界の巨頭、渋沢栄一の子息だったため勉強相手という名目で謝礼を頂きそれが郷里への仕送りとなった。
広島高等師範学校附属小学校・中学校（現・広島大学附属小学校、広島大学附属中学校・高等学校）、旧制第一高等学校を経て、東京帝国大学機械工学科卒業。治は学費の免除の特典があったため、東京帝大では海軍委託学生となった。3年在学中の1933年夏、実家からも近い呉市広海軍工廠に実習へ行った時、当時指導官だった種子島時休（のち海軍大佐、戦後日産自動車顧問）の講義を受けた。後年ジェットエンジン開発を共に行う事となる。

## 空技廠への入隊～ネ-20の開発
1934年卒業後、横須賀市追浜にあった海軍航空廠（のち航空技術廠、第一技術廠）に入り以降、発動機一筋の道を歩むことになる。この時の面接官は当時海軍航空本部長の山本五十六中将ただ一人だった。航空廠は開設間もないため大卒は永野一人だった。発動機部勤務となり実施部隊で発生するさまざまなエンジントラブルの対策を手がけた。陸・海軍の大陸進攻作戦、南洋諸島進攻作戦にも参加して現地へ飛び九六式陸上攻撃機や零式艦上戦闘機、双発多座戦闘機月光などのエンジン対策・改良を手がけた。
1938年、種子島少佐が永野と同じ発動機部に配属された。種子島は実験工場の工場長になり本来のレシプロエンジンの研究開発に飽き足らず、自分の好きなジェットエンジンの開発実験を始めた。目標は当時海軍が極秘試作機として開発を進めていたガスタービン駆動大型飛行艇H7Y1であった。設計部に移った永野は種子島のグループとは別に官民合同のターボ過給器研究会を発足させて三菱、日立、石川島などに過給器の試作をさせていた。1942年5月、大尉ながら中佐の後釜で技術院参議官を兼ね航空本部部員として異例の転出。更に1943年11月に陸海軍を統一して発足された軍需省ではエンジン試作担当の軍需官も兼任した。1939年以降、欧米でのジェット機開発（当時はロケット機と呼んでいた）の情報が伝えられるにつれて、1942年1月、ジェット推進法を専門に研究する研究二科が発動機部に設けられ、ますます研究に拍車がかかった。海軍以外でも陸軍や東京帝大、技術院、航空技術協会でもジェットエンジンの研究開発が始まった。日本で一般の人がジェットエンジンを知ったのは、雑誌『航空朝日』1942年10月号誌上でイタリアのカプロニ・カンピーニ N.1のプロペラの無い特異な飛行写真を目にしたのが初めてだった。苦闘の末、こういった僅かにもたらされる欧米の技術情報を頼りに開発を進めた。
1943年7月、巌谷英一技術中佐が、連合国の警戒網を掻い潜り92日間かけて、ドイツとの連絡便の伊号第二九潜水艦などでジェットエンジンの資料を持って帰国。しかし別便に積んだ詳細資料は連合軍の雷撃を受け消失。巌谷が持参したのはドイツ空軍ジェット戦闘機メッサーシュミット Me262に搭載されたユンカースユモ004およびBMW製の003A八段軸流ターボジェットエンジン、ヴァルターHWK-109/509Aに関する一冊の見聞ノート、五分の一に縮小されたキャビネ版の断面図写真、ロケット迎撃機「メッサーシュミット Me163コメート」の組立図、Me262およびMe163の取扱説明書だけであった。Uボートで日本に招かれる途中、連合軍に拿捕されたメッサーシュミットの技術者は「資料だけでは製造は出来ないであろう」と証言した。
同月、陸、海軍、「TR10（ジェットエンジン）」製作会社6社による合同研究会がもたれ、ジェットエンジンを海軍が、推進ロケットを陸軍が中心となって開発を進めることとなった。日増しに悪化の度を深める戦況に、軍部は焦りの色を濃くしB-29に対抗出来る戦闘機の出現を強く早く望まれた。同年8月、上層部の意向を受けて永野は再び種子島のグループに首席部下として加わった。各分野のエキスパートを集め「TR10」から「ネ-10」に名称を変えたエンジンを改良し「ネ-12」を設計。横須賀造機部、北辰電機（現横河電機）、石川島芝浦（石川島重工と東芝が共同設立）、正田飛行機、荏原製作所などで、この年の年末から量産を始めたが故障が相次いだ。この頃永野の愛児が疫痢にかかったが、高熱で息も絶え絶えであったにかかわらず、妻の懇願を振り切って仕事に出向いた。死体安置所で一晩中、冷たくなった息子の全身を撫でまわし「痛恨の一夜を忘れることは出来ない」と悔やんだ。結局この年10月に種子島大佐が「「ネ-12」エンジンは中途半端なので一切ご破算にし、出直す方が賢明である」と主張した案を採用。BMWエンジンの一枚の断面図写真を参考に直ちに設計が開始され、新たな「ネ-20」（推力475kg）の開発に着手、不眠不休の苦闘が続く。ただしBMWエンジンの図面を見た永野は、ネ-12エンジンの開発の方向性が間違っていなかったとして、かえって自信を取り戻したという。実際にもネ-20開発はゼロからのやり直しではなく、ネ-12開発の経験が生かされており、外部の技術を参考にした開発計画の継続と言える。1945年3月、空技廠のある横須賀がグラマン機の爆撃を受け秦野の丹沢山地の南端に作業所を移動。4月、種子島が秦野出張所長となり転勤、永野が開発責任者となり永野以下技術陣が全力を尽くして苦心に苦心を重ねた末、同年6月ようやく完成に漕ぎつけた。
中島飛行機(現在のSUBARU)で試作開発した特殊攻撃機橘花の一号機を木更津基地に運び、その組み立てを7月に終え試飛行の日、8月7日が到来した。丁度、その日の前日、米空軍のB-29が広島に高性能爆弾を投下したと報じた。快晴となった当日、テストパイロットの横空審査部々員、高岡迪少佐が操縦桿を握る機は、ジェットエンジン特有のタービン音とともに始動、しだいに速度を速め800mあたりで、数回前後に揺れたのち離陸、空を飛んだ。高岡はあまりにも静か過ぎて、エンジンが動いているかどうか何度もメーターを見直したと言う。脚を出したまま右旋回して東京湾上を一周し、無事ゆっくりと着陸した。僅か11分だったが、プロペラのない飛行機が日本の上空を初めて飛ぶことに成功した。しかし8月11日の二回目の飛行では操縦に失敗し大破。新たな試作機を用意している間に終戦を迎えた。

## 戦後
戦後はGHQに日本のあらゆる軍事施設、兵器は接収され鉄屑同然となって破棄された。さらに日本の航空機生産・加工の禁止、関連会社は解散させられた。1952年3月、サンフランシスコ講和条約により戦後7年たって航空機関連事業が再開された。戦時中、全力を出し切った永野は、何もやる気が起こらず北辰電機や帝国ミシン（現蛇の目ミシン工業）、小松製作所など職を転々とした。しかし妻の死で我に帰り、「ジェットエンジンに専念することが我の行く道」と決意した。日比谷にあったアメリカ占領軍情報教育局（CIE）で欧米の新しいジェットエンジンの技術を学んだ。ここは日本の航空関係者、自動車関係者の多くが足を運んだ。1952年、航空解禁の年、ジェットエンジンの取り組みに熱心だった土光敏夫の石川島重工に、かつての部下を通じて誘われ入社。1953年7月、通商産業省の通達で欧米から大きく出遅れた航空工業の挽回に石川島重工、富士重工業、富士精密工業、新三菱重工が共同で日本ジェットエンジン株式会社（NJE）を設立（のち川崎航空機も参加し5社）。永野は研究科研究部長に就任した。
1955年1月、防衛庁が航空自衛隊の本格的な体制作りに着手。同年3月、石川島重工内に非公式のプロジェクトチーム「航空エンジン準備室」が設置され永野は室長となる。チームは僅か4人で事務所は4坪の広さだった。この年3月、永野はNJEの研究部長を降り正式メンバーから外れ技術顧問となっていた。これは最重要人物の永野は社内に温存させる、という土光の戦略だった。NJEの方は防衛庁のT-1 中等練習機60機にNJEが開発した国産の「J3」ジェットエンジンの搭載を決定した。しかしハイテクの頂点を極めるジェットエンジンの開発には10年・100億を要す（当時の石川島重工の資本金の4倍）、といわれるように簡単にはいかず、故障が相次ぎ1期分、及び2期分の計40機は輸入した英国ブリストル社製オルフェースエンジンの搭載となった。これに至りNJEで話し合いがもたれ、膨大なコストはかかるジェットエンジン開発を、石川島重工以外の4社は見切りをつける形で手を引き、ジェットエンジン開発は石川島重工1社で続けることとなり、NJEは6年9か月の悪戦苦闘の歴史に幕を閉じた。石川島重工単独となった理由は永野の存在があったものといわれた。
多難を極めるジェットエンジン開発に石川島重工の同部門は7年間赤字が続く。他社より規模が小さいため機体部門に進出せず、エンジン分野だけに賭けた同社のリスクはとても大きなものだった。1956年6月、石川島重工は米軍のF-86ジェット戦闘機用エンジン「J47」を開発していたGE社と技術提携を結んだ。傑作といわれたこの「J47」エンジンのデータは極めてスムーズ、かつ早期の「J3」エンジンの開発をもたらした。1958年、永野は「J3」の生産先行型「YJ3」開発プロジェクトの指揮を執り、1959年10月、幾多のトラブルや障害を乗り越え1号機を完成、翌1960年5月17日、富士重工が製作したT1F1試作機に搭載され、同社宇都宮飛行場で初飛行に成功。戦後15年目にして国産ジェットエンジン搭載機が空を飛んだ。しかし燃料コントロールだけは国産で製作が出来ず、アメリカ・ウッドワードガバナー社のものを採用することとなった（5年後国産化）。「YJ3」エンジンは、最終納期に間に合い31台がT-1練習機に搭載され、その後改良したものを1980年まで計247台を製造した。
1960年12月、石川島重工は播磨造船と合併し石川島播磨重工業（現在のIHI）となった。永野は取締役航空エンジン事業部長に就任。会社も飛躍し社員は一挙に増え1200人近くに達した。防衛庁の「F-X整備構想」で採用が決定したロッキードF-104に搭載する「J79」エンジンの量産化にも成功、ジェットエンジンの売り上げも110億ほどに急増した。1964年、三十余年に渡り携わった現場を離れ副社長に就任。1978年、相談役に退いたが、翌年の日本のジェットエンジン工業悲願の海外進出となる英ロールス・ロイス社との提携にも尽力した。これは後1983年、5か国共同開発事業に発展した。1982年、航空機用ファンジェットエンジンの研究開発で日本ガスタービン学会の第1回学会賞授賞。永野が航空エンジン事業部長だった時代、「お荷物事業部」と揶揄されたジェットエンジン部門は1980年代後半には同社トップの売上げとなった。その後も永野は勉強会を続け技術者の指導に当たった。
骨の髄からの技術屋。金儲けにまったく無頓着で、社内のみならず業界や関係各省でも有名だった。「J79」エンジンを生産した時、防衛庁から先にもらった開発費用を予想より安く出来た、と余った分を防衛庁に返してきた。こういう場合は不足分は請求しても、余った分は帳尻を合わせて懐に入れてしまうのが常識。防衛庁は「そんな話は聞いたことがない」と大いに驚いたという。また全日空がボーイング727旅客機を導入した時、三菱にエンジンの発注先が決まったにも関わらず、石川島の営業マンが、全日空幹部にジェットエンジンの主幹工場だった田無工場を見せると「素晴らしい」と感動して逆転決定したという。この時永野は「そもそも、これだけの技術を持っている所へ仕事を発注しないのが損なのであって、何もこちらから仕事を下さいと頭下げる必要はないんだ」と、叱りとばし営業マンを困らせたという。
1978年、英国王立航空学会から東洋人として初めて名誉会員に推挙された。
なお「ネ-20」エンジンは、前述した戦後の接収命令で国内のものは全て破壊されたが、アメリカに渡り、ノースロップ工科大学の倉庫で埃にかぶっていた物が里帰りし1973年、埼玉県入間基地で開催された第4回国際航空宇宙ショーで公開された。その後紆余曲折があってアメリカには戻さず、ノースロップ工科大学の好意による永久無償貸与という形で国内にとどまることになった。現在、東京都昭島市にあるIHI (旧社名 石川島播磨重工業)の昭島事業所に保管されている。一般公開はしていないが、4年に一度開かれる国際航空宇宙展にて展示される。